# Tyrtajos
Tyrteusz, Tyrtajos, Tyrtej (stgr. Τυρταῖος Tyrtaios) – poeta, śpiewak grecki z VII wieku p.n.e.

## Osoba
Tradycja starożytna nazywa go Lakończykiem lub Milezyjczykiem. Milet wskazuje na jego jońskie pochodzenie, a Lakonia na obywatelstwo spartańskie. Sparta w VII wieku nie posiadała jeszcze własnych poetów, lecz zapraszała ich do siebie z innych miast. Działalność Tyrtajosa przypada na połowę VII wieku na czasy drugiej wojny messeńskiej. Jego utwory powstawały w dialekcie jońskim, co wiązało się z jońską tradycją heksametru. Nie stanowiło to jednakże problemu dla doryckich Spartan.
Według późniejszej legendy, powstałej w Atenach w V wieku, Lacedemończycy po niepowodzeniach pierwszej wojny messeńskiej (VIII wiek), poprosili, za radą wyroczni delfickiej, o pomoc Ateńczyków. Ci wysłali im, co zakrawa na ironię, kulawego śpiewaka. Wysłaniec swoimi pieśniami sławiącymi ustrój Sparty, zaprowadzony wiek wcześniej przez Likurga, pomógł im opanować trudności wewnętrzne, a zagrzewając ich do boju swoimi pieśniami, wzmocnił ich zapał bojowy, który doprowadził do zwycięstwa w wojnie.
W literaturze romantycznej, Tyrtajos stał się (zwłaszcza w Polsce, gdzie Czeczot nazwał młodego Mickiewicza polskim Tyrteuszem) symbolem patriotycznej pieśni wyzwoleńczej. Nie pamiętano wówczas, że o wyzwolenie walczyli właśnie Messeńczycy, zamienieni przez Spartan w helotów, a Spartanie, których pieśnią zagrzewał do boju Tyrtajos, próbowali zdławić ich powstanie i nie utracić zdobytych w poprzedniej wojnie ziem i niewolników.

## Twórczość
Z jego twórczości zachowało się do dzisiaj zaledwie ok. 150 wersów. Do cytatów z autorów IV wieku, doszły fragmenty na papirusie z III wieku p.n.e. Fragmenty Eunomia (Praworządności, fr. 2 i 3 Bgk; 4 i 5, D) zawierają wzmianki o historii spartańskiej do czasów I wojny messeńskiej. Opowiadają o powrocie Heraklidów, którzy otrzymali państwo od Zeusa, o ustroju, na który wyraził zgodę delficki Apollo, wreszcie o zdobyciu Messenii. Fragment 3 D, znany już Arystotelesowi, i bardzo popularny: miłość pieniędzy cię zgubi, o Sparto, a nie co innego, stanowi przepowiednię rzeczy już wcześniej spełnionej (vaticinium ex eventu) i pochodzi najwcześniej z V wieku.
Z fragmentem szóstym zaczynają się pieśni wojenne, mające tytuł Nauki. Najsłynniejszy, mówi o śmierci za ojczyznę: Piękna to rzecz, gdy się padnie w pierwszym się bijąc szeregu – jako bohater, co swej broni ojczyzny od burz. Tchórz spotyka się z pogardą i nędzą. Dlatego walczmy odważnie w obronie tej ziemi i dzieci i umierajmy nie szczędząc żywota. Zwracając się do młodych poeta wzywa ich, by nie dal się zawstydzić starcom, bo haniebna to rzecz, gdy na polu bitwy w pierwszym szeregu polegnie mąż z siwymi skrońmi, sromotnie okaleczony. Młodzieńcowi to lepiej przystoi. Niech więc zrobi wykrok, mocno się zaprze obu stopami, zagryzie usta i walczy (fr. 7, D). Rozwija opis tej pozycji hoplity w szyku bojowym (falandze) we fr. 8, w którym wyraźnie pobrzmiewają echa Homera. We fragmencie 9, opisującym los bohatera i tchórza, czerpie z kolei z Kallinosa. Wydobyta z papirusu elegia (fr. 1, D) oparta na walce o mur w Odysei, przedstawia walkę Spartan z Messeńczykami i wyprowadza z niej naukę na przyszłość.
Tyrtajos różni się od wcześniejszego od niego Kallinosa tym, z Jończyk z Efezu kończy swe pieśni ubóstwieniem bohatera, podczas gdy u Milezyjczyka bohaterem ma być cały zwycięski naród spartański, bohaterem pamiętającym, że wychowany został na żołnierza i rządcę wrogich helotów. Po raz pierwszy w literaturze greckiej u Tyrtajosa rysuje się pojęcie i wszechwładza państwa. Elegie Tyrtajosa śpiewano przez wieki w obozach spartańskich przy stole po pobożnym peanie, a ten kto zaśpiewał najpiękniej, dostawał od polemarchy dodatkową porcję mięsa.
Podobnych Tyrtajosowym elegii znano w Bibliotece Aleksandryjskiej pięć ksiąg. Znajdowały się wśród nich również pieśni marszowe o rytmie anapestycznym w języku wyraźnie doryzującym, czym różniły się zasadniczo od elegii, zawierających tylko nieliczne zapożyczenia z języka doryckiego. Uważa się je za bezimienne pieśni żołnierskie.
Od jego imienia wywodzi się nazwa poezji patriotycznej wzywającej do walki, określanej jako poezja tyrtejska, a postawa tyrtejska oznacza postawę pełną gotowości do oddania życia za ojczyznę.
W literaturze polskiej postaci tej poświęcił poemat Tyrteusz Władysław Ludwik Anczyc, napisany w 1861 roku na wzbierającej w Królestwie Polskim fali rewolucyjnej. W latach 1865–66, już po upadku powstania styczniowego powstał dramat Cypriana Kamila Norwida Tyrtej.
Jego imieniem (Tyrtej) nazwano pięć numerów konspiracyjnego dodatku literackiego do Biuletynu Kujawskiego, redagowanego przez Tadeusza Sarneckiego i Grzegorza Timofiejewa, konspiracyjnego organu łódzkiego okręgu AK. Ukazywały się w okresie od 21 marca do 26 sierpnia 1942, do momentu aresztowania obu redaktorów.